# Louis Daniel de Vauguyon
Louis Daniel de Vauguyon est un homme politique français né le 29 octobre 1789 à La Chapelle-d'Aligné et mort le 12 janvier 1849 au Mans.
Propriétaire, maire de Neuville-sur-Sarthe, il est député de la Sarthe de 1830 à 1837, siégeant dans la majorité soutenant la Monarchie de Juillet. Il est le père de Stanislas Daniel de Vauguyon.

## Sources
- « Louis Daniel de Vauguyon », dans Adolphe Robert et Gaston Cougny, Dictionnaire des parlementaires français, Edgar Bourloton, 1889-1891 [détail de l’édition]